# ISKF
La International Shotokan Karate Federation (ISKF) es una organización tradicional de karate Shotokan fundada por el maestro Teruyuki Okazaki el cual fue alumno directo del creador del karate Shotokan: el maestro Gichin Funakoshi.

## Organización
La ISKF es una organización sin fines de lucro que se esfuerza por mantener la integridad y los objetivos del maestro Funakoshi, que incluye seguir los lineamientos y principios establecidos por el Dojo Kun y Niju Kun. La ISKF es rica en tradición, pero continuamente se mueve hacia adelante para que todos los países juntos puedan seguir estas mismas pautas.

## Historia
La ISKF Shotokan celebra organizaciones de todos los países a unirse a la Internacional Shotokan Karate Federation. Por favor, dirija cualquier pregunta a la adhesión a: 